# Samuel Sánchez
Samuel Sánchez (n. 5 februarie 1978, Oviedo, Asturia, Spania) este un ciclist de performanță ce a reprezentat Spania, medaliat olimpic. A participat la o ediție a Jocurilor Olimpice (2008) în care a câștigat o medalie de aur.